# Mateo Topić
Mateo Topić (Prozor, Bosnia, 13 de abril de 1996) es un futbolista bosnio. Juega de mediocampista y su equipo actual es el NK Rudeš de la Prva HNL.

## Clubes
| Club              | País    | Año           | PJ | Goles |
| ----------------- | ------- | ------------- | -- | ----- |
| NK Radnik Sesvete | Croacia | 2015-2016     | 18 | 7     |
| Hajduk Split      | Croacia | 2016          | 3  | 0     |
| NK Rudeš          | Croacia | 2017-presente | 16 | 2     |